# 白金ナノ粒子
白金ナノ粒子（はっきんナノりゅうし、英: platinum nanoparticles）は、白金の微粒子によって形成されたコロイドである。白金ナノコロイド（Colloidal platinum）、プラチナナノコロイドなどとも。
抗酸化作用があるとされ、健康食品や、化粧品成分として使われている。水を電気分解するための触媒の金属に白金はよく用いられ、電気分解の際に白金が粒子状に微量に溶出する。燃料電池ではよく白金が使われているため、その粒子の状態は重要となる。歯科でのレジンの接着時に用いられる。

## 燃料電池
燃料電池、水素と酸素を反応させる発電機だが、その電極における白金は微粒子となっているが、発電に伴い白金微粒子が粗大化し性能が低下する。原子が13個の白金粒子（Pt13）は、これまで有用とされてきたが最も活性が低く、最も高い活性があったのは原子が19個の白金粒子で、その4倍の活性を示した。

## 電気分解
電気化学の教科書的な理解によると、様々な金属を使って水の電気分解による水素発生が調査されているが、白金は最も大きな反応速度を示す。電気分解によって目に見えるほど溶解する鉛や鉄と違い、腐食や溶解は起こらないとされる。電極表面の白金原子Ptは水素原子Hと結合し、水素原子と白金原子が結合しているPt-Hとなる。これは水素原子と水素原子が結合しやすい環境である、結合した場合、水素分子H2となり水素ガスが発生する。
白金電極を持つバッチ式の電解装置で60分間電気分解した超純水を、分光器で測定したところ0.2ppbの白金ナノ粒子が含まれていた。微量には溶出するとされる。

## 健康への影響
有効性を唱う化粧品や健康補助食品が市販されている。
国立健康・栄養研究所は「2008年」に人間を対象としたデータはみつからず、安全性について十分なデータがないとしている。
肝臓障害の可能性摂食により一過性の肝臓障害を誘発する可能性が指摘されている。
有効性を示唆する研究
基礎研究では白金ナノ粒子には活性酸素除去があり、活性酸素、過酸化水素、フリーラジカルを減少させる。同じく試験管での基礎研究では、活性酸素由来の炎症の抑制効果、アテローム性動脈硬化症を抑制したり、紫外線による皮膚炎を減少させ、神経保護作用がある。変形性関節症では現在の有害な化学試薬を使った治療法よりも、細胞毒性が生体適合性を示しているため将来性があり、同様に抗腫瘍特性は肺癌の治療の選択肢のひとつであることを示している。
マウスを使った基礎研究では、脳梗塞の梗塞部位を縮小したり、喫煙による肺の炎症を抑制したり、マウスの耐糖能を改善した。
歯科では、歯とレジンを接着する際の接着強さは問題であり、歯を白金ナノコロイドで表面処理してからレジンを接着する方法が研究されている。
コロイドの分散粒子は半透膜を通らないことから、分散媒である白金が皮膚や腸から体内へ吸収されることはなく安全だと、多くの商品でうたわれている。この点について、東京大学教授の宮本有正は、「白金ナノコロイドは小腸からほとんど吸収されないことが分かってきていると述べており、腸管にて活性酸素を除去しているのではないかと考えられている」とする主張もあるが、粒子径によっては経口摂取したものが尿中に排出されることが報告されている。

## 植物による合成
植物のSinapis albaおよびLepidium sativumは、地中の白金を植物内へナノ粒子として集積する。植物を使った白金ナノ粒子の合成は経済的で環境にやさしい

## 製造方法
「白金ナノコロイド溶液の製造方法」（国際公開番号：W02005/023467）がある。外部リンクに示した。他の方法でも製造される。